# Oròbies
Oròbies (en llatí: Orobiae, en grec antic: Ὀρόβιαι) era una ciutat de la costa occidental d'Eubea, situada prop d'Eges, davant per davant de la Lòcrida Opúncia.
Tucídides diu que l'any 426 aC la ciutat va ser destruïda per un terratrèmol i un tsunami i que van morir tots aquells que no es van refugiar en llocs alts.
| « | El mar s'enretirà del que llavors era la costa i tornant en grans onades envaí una zona de la ciutat i refluí, deixant una part engolida, de manera que el que ara és mar, abans era terra | » |
| — Tucídides. Història de la guerra del Peloponès, II, 89. Traducció de Jaume Berenguer. Fundació Bernat Metge | |   |

Estrabó diu que proper a la ciutat hi havia un conegut oracle d'Apol·lo Selinunci. Aquesta ciutat sembla ser la que esmenta Esteve de Bizanci amb el nom d'Orope (Ὀρόπη), que la descriu com «una ciutat d'Eubea, amb un temple d'Apol·lo molt anomenat». Durant el segle iv aC o potser el segle iii aC la ciutat va deixar de dependre d'Òreos per convertir-se en una polis independent.